# Wunut (Tulung)
Wunut is een bestuurslaag in het regentschap Klaten van de provincie Midden-Java, Indonesië. Wunut telt 1703 inwoners (volkstelling 2010).